# François Pajot
François Pajot   (Saint-Gervais, 1761 - Le Poiré-sur-Vie, 24 de desembre de 1795) o Pageot, fou un cap de la Vendée que va morir en la batalla de Montorgueil el 1795.

## Biografia
François Pajot va néixer l'any 1761 a Saint-Gervais, en el si d'una família de pagesos. Durant la seva joventut va treballar en diverses feines petites. El 23 d'octubre de 1787 es va casar amb Renée Sorin, a Bouin. Després va muntar un petit comerç de queviures, merceria i peix, de vegades es va fer venedor ambulant però, tanmateix, va romandre molt pobre i analfabet.
El març de 1793, va participar en l'aixecament de Vendée, però només va comandar un petit grup d'insurgents; es va unir a Machecoul escortant 22 presoners patriotes de Bouin.
L'estiu de 1793, va ser nomenat comandant de la divisió de Bouin per Charette, en substitució de René Julien Hardouin. Va ser confirmat com a líder de la divisió de Bouin el maig o juny de 1795. No obstant això, Bouin estava sota control republicà després de la batalla de Bouin, Pajot va ser expulsat dels pantans bretons i va seguir Charette fins al boscatge.
Lluita sota les ordres de Charette a qui serveix fidelment. A l'octubre, encarregat de custodiar els 800 presoners presos per Charette a Bouin durant la presa de Noirmoutier, va fer disparar sobre 180 amb el pretext d'un intent de fuga, el que es coneix com Massacre de Bouin.
El 25 de juny de 1795 va capturar el campament d'Essarts (Batalla des Essarts). El 24 de desembre de 1795, es va unir a una emboscada posada per Lucas de La Championnière en un comboi, i segons aquest últim "en el moment en què van aparèixer els republicans, ell (Pajot) es va precipitar enmig d'ells i va rebre un cop fatal a la part baixa del ventre.
Està enterrat al poble de Montorgueil, comuna de Le Poiré-sur-Vie.

## Vistes contemporànies
| «                                           | Encara era un dels valents de l'exèrcit, però només devia haver-se lamentat només per aquesta consideració. Pajot era un home gros de la màxima ignorància, tenia tots els defectes d'un advenent i dedicava tots els vicis al seu estat anterior. S'havia de veure al seu quarter general, a Bouin, amb una dotzena de criats a les seves ordres, donant-se tots els aires d'un gran senyor i considerant com la seva conquesta l'argenteria de tots els absents que s'havia apoderat. La creu de Saint-Louis era la seva propietat legítima, deia, però el rei no podia donar-li una recompensa menor per la pau que el comandament d'un regiment. Res no podria ser més risible que aquestes pretensions expressades en llengua maraîchin, si no el to i les maneres de Madame la Commanderesse, la seva dona. De fet, Pajot era un dels més intrèpids; un líder de partit mai té prou gent d'aquest tipus; devot únicament al seu General, seguia les seves ordres a cegues i mai no retrocedeix a menys que arrossegat pel torrent, després d'haver lluitat contra ell, durant el màxim de temps possible; però com a conseqüència d'aquesta obediència cega, els crims més grans no li haurien costat més que una acció virtuosa, i Pajot hauria matat el seu pare, si el seu pare hagués viscut entre els republicans. El senyor Charette l'estimava i se'n lamentava molt; Quan li vaig informar de l'acció, només em va respondre amb aquestes paraules:"M'has deixat per matar un home valent, senyor". | » |
| — Pierre-Suzanne Lucas de La Championnière, | |   |